# Hustad
Hustad är en kyrkby i Hustadvika kommun i Møre og Romsdal fylke i Norge. Byn ligger där fylkesväg 6058 möter fylkesväg 6060 vid Hustadbukta. Här finns Hustads kyrka.
Byn utgjorde tidigare centralort i dåvarande Hustads kommun.

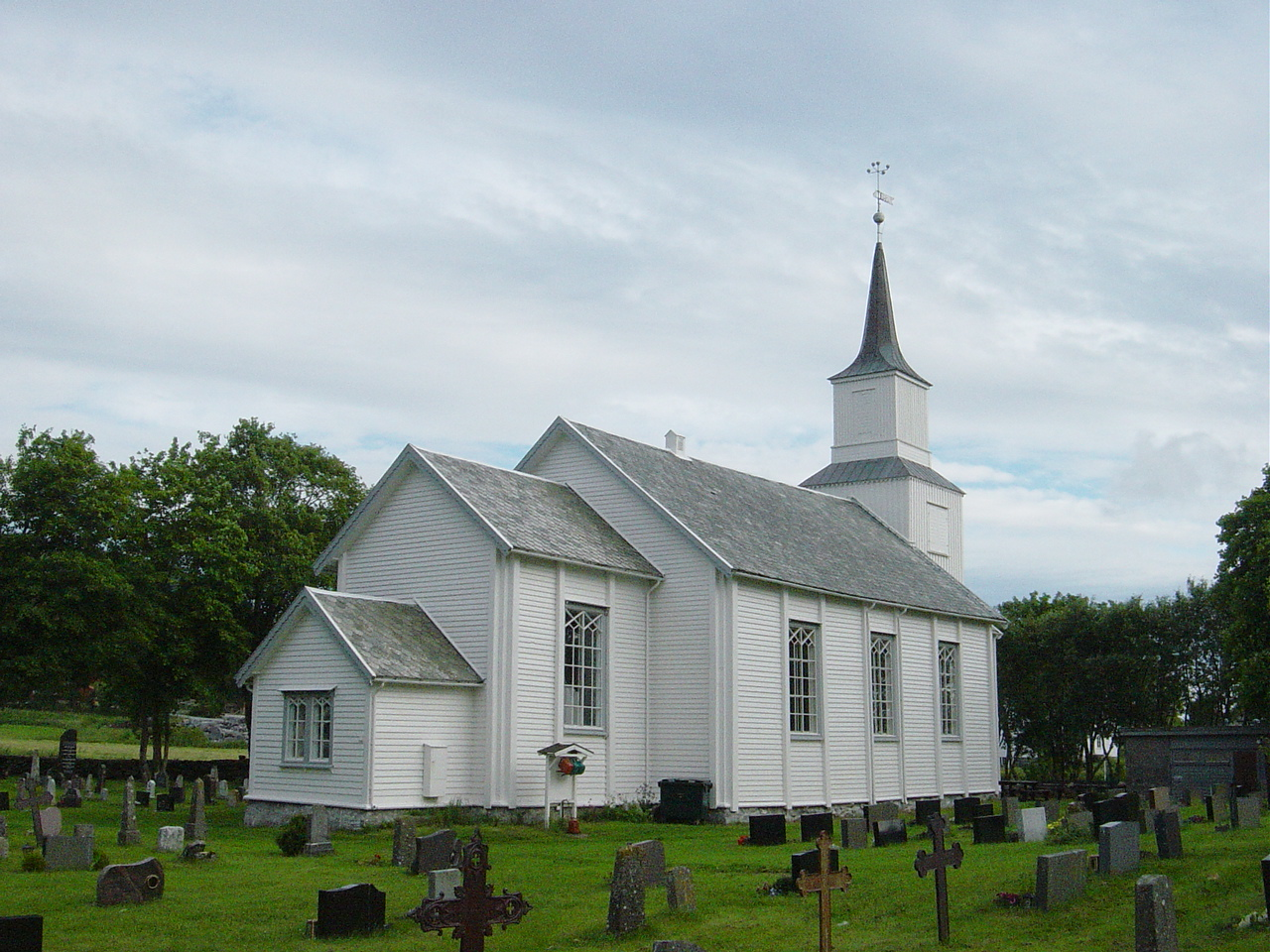
Hustads kyrka.